# ادیتا اولشوفکا
ادیتا اولشوفکا (لهستانی: Edyta Olszówka؛ ‏ زادهٔ ۱۵ دسامبر ۱۹۷۱)  بازیگر اهل لهستان است.
از فیلم‌ها یا مجموعه‌های تلویزیونی که وی در آن‌ها نقش داشته است، می‌توان به عهدهای دوشیزه، شر کمتر، خون بی‌گناه، عروس جنگ، خودِ زندگی، دستورالعمل زندگی، ۱۹۸۳، پدر متیو، هتل ۵۲، در خوشی و سختی، رنگ‌های خوشبختی، خوک‌ها و دهن‌به‌دهن اشاره نمود.